# Пајнвил (Западна Вирџинија)
Пајнвил (енгл. Pineville) град је у америчкој савезној држави Западна Вирџинија.

## Демографија
По попису из 2010. године број становника је 668, што је 47 (-6,6%) становника мање него 2000. године.
| Група             | 2000.       | 2010.       |
| Белци             | 705 (98,6%) | 651 (97,5%) |
| Афроамериканци    | 5 (0,7%)    | 3 (0,4%)    |
| Азијати           | 2 (0,3%)    | 3 (0,4%)    |
| Хиспаноамериканци | 1 (0,1%)    | 2 (0,3%)    |
| Укупно            | 715         | 668         |